# Aek Nabara (Marancar)
Aek Nabara is een bestuurslaag in het regentschap Tapanuli Selatan van de provincie Noord-Sumatra, Indonesië. Aek Nabara telt 736 inwoners (volkstelling 2010).